# 邁尼奇
49°30′57″N 23°32′43″E / 49.51583°N 23.54528°E
邁尼奇（羅馬化：Mainych）是烏克蘭西部的村莊，隸屬利維夫州的桑比爾區。該村始建於1624年，面積7.5平方公里，海拔高度267米，2021年人口260，人口密度每平方公里34.7人。